# 9月の卒業
『9月の卒業』（くがつのそつぎょう、英: September Graduation）は、高橋洋子の2枚目のオリジナル・アルバム。1993年8月25日にキティレコードから発売された。

## 概要

### アルバム解説
- キティレコードから発売された2枚目のアルバム。
- 前作『ピチカート』から10ヶ月ぶりにリリースされた。
- キャッチコピーは「友達、恋人、家族。あなたとあなたの一番大切な人の為に。」[1]。
- 新曲9曲、既曲1曲、アレンジ曲1曲という構成になっている。
- 全て収録曲を高橋が作曲を担当しており、作詞は田久保真見との共作である。

### 楽曲解説
- 7曲目「祈夜」は、「ハレルヤ」と読む[2]。高橋が「ハレルヤ」というタイトルの曲を作りたいと思っていたため、このタイトルとなった[3]。また、この楽曲はクリスマスイブをイメージして作曲された[3]。
- 8曲目「ブルーの翼」は、収録曲の中で唯一のシングル曲である。アレンジはシングルと同じである。
- 9曲目「Little Bird」は、イントロに鳥のさえずりが追加されている。

## 収録曲
| 全作曲: 高橋洋子。 |                                  |                     |            |                              |      |
| #                  | タイトル                         | 作詞                | 作曲・編曲 | 編曲                         | 時間 |
| 1.                 | 「3人ハッピーエンド」            | 田久保真見 高橋洋子 | 高橋洋子   | 中村キタロー                 | 5:38 |
| 2.                 | 「Family」                       | 田久保真見          | 高橋洋子   | 柿崎洋一郎                   | 6:15 |
| 3.                 | 「眠れない夜は ため息が踊る」    | 田久保真見          | 高橋洋子   | 中村キタロー                 | 4:40 |
| 4.                 | 「羽根枕」                       | 田久保真見          | 高橋洋子   | 鳥山敬治                     | 4:34 |
| 5.                 | 「例え全てを失くしても」         | 田久保真見          | 高橋洋子   | 鳥山敬治                     | 5:11 |
| 6.                 | 「ゆらめいて」                   | 田久保真見          | 高橋洋子   | ライオン・メリィ             | 4:02 |
| 7.                 | 「祈夜」                         | -                   | 高橋洋子   | 安西史孝（コーラスアレンジ） | 2:29 |
| 8.                 | 「ブルーの翼」                   | 田久保真見          | 高橋洋子   | 星勝                         | 5:56 |
| 9.                 | 「Little Bird（Album Version）」 | 田久保真見 高橋洋子 | 高橋洋子   | 嘉多山信                     | 5:07 |
| 10.                | 「9月の卒業」                    | 田久保真見 高橋洋子 | 高橋洋子   | YO!キタロー                  | 5:36 |
| 11.                | 「みんなおやすみ」               | 高橋洋子            | 高橋洋子   | 柿崎洋一郎                   | 4:41 |
| 合計時間:          | 合計時間:                        | 合計時間:           | 合計時間:  | 54:09                        |      |

## タイアップ
| 楽曲       | タイアップ                                               |
| ---------- | -------------------------------------------------------- |
| ブルーの翼 | 日本テレビ系連続テレビドラマ『嵐の中の愛のように』主題歌 |

## 参加ミュージシャン
| 3人ハッピーエンド         | 3人ハッピーエンド               |
| ------------------------- | ------------------------------- |
| シンセサイザー            | 中村キタロー                    |
| Family                    |                                 |
| All Instruments           | 柿崎洋一郎                      |
| 眠れない夜は ため息が踊る |                                 |
| シンセサイザー            | 中村キタロー                    |
| ベース                    | 中村キタロー                    |
| ギター                    | 古川昌義                        |
| 羽根枕                    |                                 |
| キーボード                | 奥慶一                          |
| ギター                    | 土方隆行                        |
| ベース                    | 美久月千春                      |
| ドラムス                  | 長谷部徹                        |
| シンセサイザー            | 鳥山敬治（SUNWARD）             |
| 例え全てを失くしても      |                                 |
| キーボード                | 奥慶一                          |
| ギター                    | 土方隆行                        |
| ベース                    | 美久月千春                      |
| ドラムス                  | 長谷部徹                        |
| シンセサイザー            | 鳥山敬治（SUNWARD）             |
| ゆらめいて                |                                 |
| シンセサイザー            | ライオン・メリィ                |
| バイオリン                | ハワード・ソックス '93          |
| ブルーの翼                |                                 |
| ギター                    | 武沢豊                          |
| キーボード                | 松浦晃久                        |
| ベース                    | バカボン鈴木                    |
| シンセサイザー            | 最上三樹生、小泉洋              |
| ストリングス              | 金子飛鳥グループ（VICTOR/ROUX） |
| Little Bird               |                                 |
| ギター                    | 嘉多山信                        |
| ベース                    | 藤原和美                        |
| ピアノ                    | 湯浅公一                        |
| パーカッション            | 伊達弦                          |
| ドラムス                  | 田中裕二                        |
| 9月の卒業                 |                                 |
| シンセサイザー            | 柿崎洋一郎、中村キタロー        |
| パーカッション            | 清水祐一                        |
| みんなおやすみ            |                                 |
| シンセサイザー            | 柿崎洋一郎                      |
| パーカッション            | 帆足哲昭                        |

## スタッフクレジット
| Producer             | 大平太一（キティエンタープライズ）                                  |
| Mixing Engineer      | 諸鍛冶辰也（MIG）                                                   |
| Recording Engineer   | 諸鍛冶辰也（MIG）、田中信一（SUPERB）、田中是行、松藤暢彦（MIX）    |
| Mastering Engineer   | 加藤正昭（SUNRISE）                                                 |
| Supervisor           | 軽部重信（キティエンタープライズ）                                  |
| A&R                  | 穂苅太郎                                                            |
| Promotion Chief      | 末崎正展（キティエンタープライズ）                                  |
| Lyrics Produce       | 田久保真見                                                          |
| Management           | 岡本かやの                                                          |
| Executive Producer   | 多賀英典（キティグループ）                                          |
| Art Direction        | 塚本佳哉樹                                                          |
| Design               | 保田好宏                                                            |
| Photos               | 森豊                                                                |
| Styling              | 花嶋千賀、長阪真理子                                                |
| Hair & Make          | SEINTS（野元政直、山際真嗣、朝日郁子）、AUTOUR DU MONDE（衣裳協力） |
| Artwork Coordination | 山口華乃                                                            |